# Therlinya foveolata
Espèce
Therlinya foveolata est une espèce d'araignées aranéomorphes de la famille des Stiphidiidae.

## Distribution
Cette espèce est endémique du Victoria en Australie. Elle se rencontre dans les monts Grampians et Otway.

## Description
Le mâle holotype mesure 7,71 mm et la femelle paratype 7,67 mm.

## Publication originale
- Gray & Smith, 2002 : Therlinya, a new genus of spiders from eastern Australia (Araneae: Amaurobioidea). Records of the Australian Museum, vol. 54, p. 293-312 (texte intégral).